# Schnidrighorn
Das Schnidrighorn ist ein 2150 m hoher Berg im ostantarktischen Viktorialand. Er ist einer der Gipfel der Lawrence Peaks in den Victory Mountains und ragt südwestlich des Brandalbergs auf.
Wissenschaftler der deutschen Expedition GANOVEX III (1982–1983) nahmen seine Benennung vor. Namensgeber ist der an der Forschungsreise beteiligte Schweizer Hubschrauberpilot Nick Schnidrig.